# آلسو
آلسو رالیفووا آبرامووا (که بیشتر به نام آلسو شناخته شده‌است. (روسی:Алсу́ Рали́фовна Абрамова انگلیسی: Alsou))متولد ژوئن ۱۹۸۳ است)
. او یک خوانندهٔ محبوب تاتار از روسیه است. او در مسابقه آواز یوروویژن ۲۰۰۰ شرکت کرد و مقام دوم را بدست آورد و در سراسر اروپا به خوبی شناخته شد. آلسو در مسابقه آواز یوروویژن ۲۰۰۹ که در مسکو برگزار شد به عنوان مجری برنامه را میزبانی کرد.

## زندگی‌نامه

### دوران نوجوانی
آلسو در شهر بوگولما در جمهوری تاتارستان، روسیه به دنیا آمد. پدرش رالیف رافیلوویچ سافینا یک سرمایه‌دار روس است که طرفدار حزب سرمایه‌دار روسیه است، او در اوایل اجرایی لوک اویل سابق بود و در حال حاضر عضو فعلی شورای مرکزی، اتاق فوقانی پارلمان روسیه است. او همچنان صاحب باشگاه فوتبال اف.سی. ژمچشینا-سوشی است. پدر آلسو جزء ۱۰۰ اول ثروتمندان روسیه که در مجلهٔ فوربز در سال ۲۰۰۴ منتشر شده‌است. مادر آلسو راضیه ایسخاکووا یک مهندس معمار است. آلسو یک برادر کوچکتر به نام رنارد و یک برادر بزرگتر به نام مارات دارد، (او مارات سفین تنیس باز معروف نیست (تشابح اسمی)). آلسو یک مسلمان از قوم تاتار است.
.
وقتی آلسو یک سال داشت خانواده‌اش از تاتارستان به سیبری مهاجرت کردند. تا سن هشت سالگی او با پدربزرگ و مادربزرگش در سیبری زندگی کرد. در سن پنج سالگی از پدر و مادرش پیانو خواست. بعد از اجازه گرفتن از پدر و مادرش به مدرسه خصوصی موسیقی رفت. پس از زندگی در مسکو با توجه به کسب و کار پدرش، او سپس به شهر نیویورک رفت و بعد از آن برای تحصیل به انگلستان رفت و وارد یک کالج خصوصی معماری شد. آلسو در حالی که در لندن زندگی می‌کرد ولی اغلب به روسیه بازمی‌گشت و از کشورش دیدن می‌کرد.
در سال ۱۹۹۸ در عروسی برادرش مارات که در نزدیکی بانک مرکزی کنار رودخانه مسکو برگزار شد، پیانوی بزرگی در مراسم وجود داشت که آلسو جلوی آن نشست و آهنگ من همیشه عاشقت خواهم ماند را اجرا کرد.

### ادامه زندگی
در ۱۸ مارچ ۲۰۰۶، آلسو با یک میلیونر یهودی به نامِ یان آبراموو ازدواج کرد. آبراموو به او در نمایش پیشنهاد آتش بازی کرده بود. آلسو در ۷ سپتامبر سال ۲۰۰۶ دخترش سافینا را در بهترین بیمارستان خصوصی در لس آنجلس، کالیفرنیا به دنیا آورد. نام دخترش را شوهرش انتخاب کرد، یان آبراموو. در ۲۹ آوریل ۲۰۰۸ آلسو دومین دخترش ملیکا را به دنیا آورد.

## فرصت‌های شغلی

### آغاز زندگی حرفه‌ای موسیقی
در سن ۱۵ سالگی آلسو به والری بلوتسرکوواسکی مدیر موسیقی معرفی شد. او دوباره آهنگ «من همیشه عاشقت خواهم ماند» را خواند و مدیریت را تحت تأثیر قرار داد. او روز بعد کار با آلسو را آغاز کرد. اولین آلبوم روسی او با عنوان آلسو در ۱۶ سپتامبر ۱۹۹۹ منتشر شد که در روسیه بسیار موفق شد. این آلبوم ۴ آهنگ با نام‌های: پسر، بهار، رؤیای زمستان، گاهی وقت‌ها تشکیل شده بود. بعد از موفقیت بزرگ این آلبوم در روسیه او یک قرارداد با شرکت Universal Music امضاء کرد؛ و تبدیل به اولین خوانندهٔ بین‌المللی در کشور روسیه شد. در سال ۲۰۰۰ بیش از ۷۰۰٫۰۰۰ نسخه قانونی از CD آلسو در روسیه فروخته شد.
آلسو در سال ۲۰۰۰، اولین آهنگ زبان انگلیسی به نام سولو را ضبط کرد و با این آهنگ به نمایندگی کشور روسیه در یوروویژن ۲۰۰۰ شرکت کرد و مقام دوم را کسب کرد. در ادامه ۱۰۰٫۰۰۰ نسخه از «سولو» به فروش رسید و در آن زمان به بهترین آهنگ در روسیه تبدیل شد. آلسو آهنگ دوم خود «تو مال منی» را با همکاری انریکه ایگلسیاس خواند. او گفته بود من از همکاری با آلسو در کرملین لذت بردم و امیدوارم در آینده با هم همکاری‌های بیشتری داشته باشیم.
پس از موفقیت خود در یوروویژن ۲۰۰۰، آلسو شروع به گذاشتن تور برای کنسرت در سرزمین بزرگ روسیه کرد. او در روز تولدش در شهر خود بوگولما در میدان اصلی شهر یک اجرای بزرگ انجام داد که در آن حدود ۸۶٬۰۰۰ از ۱۲۰٫۰۰۰ نفر جمعیت برای دیدن او جمع شده بودند.
آلسو در سال ۲۰۰۵ آهنگ سولو را در جشن ۵۰ سالگی یوروویژن در کپنهاگ دانمارک دوباره اجرا کرد.

### حرفه ای انگلیسی
آلسو در طول ۲۰۰۰–۲۰۰۱، شروع به کار بر روی اولین آلبوم انگلیسی خود کرد که در روسیه در تاریخ ۲۸ ژوئن ۲۰۰۱ منتشر شد. همچنین در آلمان، نروژ، لهستان، جمهوری چک و مالزی هم منتشر شد.
آهنگ قبلاً عشقم بودی در سوم آوریل ۲۰۰۳ در انگلستان پخش شد و بلافاصله پس از رسم نمودار در آهنگ شماره یک #۱ در MTV را انتخاب شد. بعد در همان سال آن را در آلمان و استرالیا منتشر کرد.
پیگیری منفرد، «او مرا دوست دارد»، تنها در آلمان در تاریخ ۱۵ اکتبر، سال ۲۰۰۱، با موفقیت محدود منتشر شد.
این آلبوم در بریتانیا لغو شد، هر چند از طریق ۲۰۰۱–۲۰۰۲ در چندین کشور اروپایی و مالزی منتشر شده بود.

### بین شماره آلبوم
اولین آلبوم آلسو در روسیه دو بار در سال‌های ۲۰۰۱ و ۲۰۰۲، منتشر شد؛ و دو تک‌آهنگ - "Osen" ("پاییز") و "Mne Pridiot Kogda Lubov KO" ("وقتی عشق می‌آید به من").
آلسو در تابستان سال ۲۰۰۲، شروع کرد به برنامه‌ریزی کنسرت‌ها در یک تور در کشورهای شوروی سابق. او یک ویدئوی جدید برای آهنگش ساخت. او فیلم عاشقانهٔ بر فراز ابرها را بازی کرد؛ و برای یک فیلم دیگر به نامآتلانتیدا دو آهنگ تهیه خواند.

### آلبوم‌های سه‌گانه و ۱۹
در ماه اوت سال ۲۰۰۲ بیشتر جلسه‌هایی در استودیو برای پخش دوم روسی خود آغاز کرد. آلسو در همان زمان برای اجرای کنسرت در مسکو آماده شد. آلبوم «سه‌گانه» توسط روزنامه‌های محلی به عنوان یکی از «وقایع مهم اجتماعی و فرهنگی» تلقی شده‌است. آلبوم سه‌گانه ایده‌ای منحصربه‌فرد با سه اجرای متفاوت بود که تا به حال هیچ خواننده‌ای نتوانسته در ۱۰ روز آن را آماده کند.
تا قبل از این که آلسو در سالن Rossiya مسکو آلبوم اولش را اجرا کند هیچ خواننده‌ای در این سالن اجرا نداشته‌است. اجرای دوم سفارشی برگزار شد که در آن فقط ۱٫۵۰۰ صندلی وجود داشت. اجرای سوم یک پاپ اروپایی یا همان آهنگ سولو بود. آن را در مجموعه ورزشی المپیک اجرا کرد که شامل آهنگ‌های جدید روسی و انگلیسی و مجموعه فانتزی بود. پس از اجرای سوم آلسو یک ویدئو برای آهنگ دیروز ساخت.
در ۲۳ ژانویه ۲۰۰۳، آلسو آلبوم جدید روسی خود را با عنوان "۱۹" منتشر کرد. این cd در آوریل ۲۰۰۳ به فروش ۵۰۰٫۰۰۰ نسخه رسیده بود. این آلبوم آهنگ‌های "به هر حال", "اولین بار" , "دیروز" , "رویا هاً و (کارل فریسون این آلبوم را میکس دوباره کرد) آهنگ "پرواز در بالای ابر هاً و آهنگ "پدر" به زبان ترکی تاتاری را شامل بود.
پس از موفقیت آلبوم  ۱۹، او جایزه اول موسیقی ملی را از "Muz-TV" دریافت کرد. در تاریخ ۵ ژوئن ۲۰۰۳ , پس از ورود به مسکو و بعد از کار کردن در استودیوهای خارجی، آلسو نامزد جایزه "بهترین هنرمند زن" شد؛ و پس از رای‌گیری در روسیه او جایزه را در حالی که اشک می‌ریخت دریافت کرد.
پس از فروش آلبوم ۱۹، آلسو به اجرای کنسرت به روسیه، اوکراین، گرجستان، جمهوری آذربایجان، لتونی، اسرائیل و قزاقستان رفت.

### دومین آلبوم انگلیسی
برای تقریباً چهار سال، آلسو مشغول به کار بر روی آلبوم دوم انگلیسی خود «الهام» بود و آن را در لندن و لس آنجلس ضبط کرد. تک‌آهنگ همیشه در ذهن منی توسط مورتن اسچوجلین نوشته شد و آلسو آن را خواند. این ویدئو در سال ۲۰۰۴ توسط مدیر شناخته شده جوزف کان کارگردانی شد و انتشار یافت. این آهنگ در آغاز سال ۲۰۰۵، تنها در پایتخت و شبکه‌های رادیویی پخش شد و به بهترین تازه‌های هفته تبدیل شد. با این حال، ویدئوی سکسی این آهنگ به رتبهٔ سنگین در بریتانیا پیدا کرد و از این آهنگ در برنامه باشگاه‌ها و دیسکوها و کلوب‌های لندن استفاده کردند، ولی این آهنگ در انگلستان لغو شد، هر چند نسخه‌های آن برای مدت کوتاهی در دسترس بود؛ و آلبوم 'الهام' منتشر نشده باقی‌مانده‌است.
آلسو آهنگ‌های بیشتری به این آلبوم اضافه کرد. این آلبوم توسط چند تن از بهترین تولیدکنندگان این صنعت از جمله لارنس رت و باس وارنر تولید شد. نسخه دوم این آلبوم به خوبی ضبط شد. یکی دیگر از آهنگ «ای کاش من هم نمی‌دانم» که به خوبی منتشر شده‌است با همکاری نلی خوانندهٔ آمریکایی تهیه شد، اگر چه فقط نسخهٔ نمایشی آن با تصاویری خشن تهیه شده‌است. آهنگ‌های آلبوم بیشتر با گیتار درست شده‌است. اول این آلبوم با تصنیف و ریتم آرام تنظیم شده بود ولی با تجدید نظر آن را تغییر دادند.
در سال ۲۰۰۶، او یک آهنگ به نام عروسی که خودش آن را نوشته بود را خواند. در زمانی که آن را اجرا کرد همسر آینده خود ایوان هم حضور داشت. این آهنگ فقط برای مهمانی عروسی منتشر شده بود.

### دربارهٔ آلبوم اصل
آلسو سومین آلبوم روسی خود به نام Samoe Glavnoe ("اصل")، ال. پی خود را که ۵ سال بر روی آن کار کرده بود را در، ۳۱، مارس ۲۰۰۸ توسط شرکت Universal Music روسیه منتشر کرد. فقط یک تک‌آهنگ از این آلبوم که آسمان نام داشت در سال ۲۰۰۵ منتشر شده بود. آهنگ اصل در سال ۲۰۰۶ تهیه شده بود و آلسو برای ساخت ویدئوی این آهنگ که به عنوان یک زن حامله که با گلوله تفنگ کشته می‌شود به آمریکا رفت و به کارگردانی آلن کالزاتی این ویدئو را در صحراهای کالیفرنیا ساختند؛ و در سال ۲۰۰۸ آلسو این آلبو را در زبان تاتاری نیز ارائه کرد. آلسو تمام درآمد حاصل از آلبومی که با شرکت Universal Music روسیه منتشر کرده بود را به سازمان حمایت از کودکان یتیم تاتارستان اهدا کرد.

### کارهایی غیر موسیقی
در ژوئن ۲۰۰۴ در یک فیلم انگلیسی بازی کرد در کنار بازیگرانی بین‌المللی مثل اسپیریت تراپ، بیل پیپر، لووک مدلی، اما کاتروود و سام تراتون. این فیلم برای اولین بار در ماه اوت سال ۲۰۰۵ پخش شد. آلسو با بازی در صحنه‌ای که باید «گریه» می‌کرد بیش از حد توانایی‌های خود را به نمایش گذاشت و به خوبی ایفای نقش کرد. این فیلم کلمل مورد بررسی قرار گرفت و به بوکس آفیس بازگشت و به زودی در دی وی دی منتشر شد. در سال ۲۰۰۶ او در درام تاریخی روسیه به نام آنا ویوات هم بازی کرده بود! که فیلم در مورد چرخه‌ای از دربارهٔ سلطنت روسیه ساخته شده بود. او همچنین یک آهنگ برای آغاز فیلم درست کرده بود؛ و فیلم سومش در انتظار در سال ۲۰۰۸ پخش شد.

### برنامه‌ها
آلسو در حال حاضر در حال کار کردن بر روی آلبوم جدید روسی خود است. در حال حاضر او نیز دو آلبوم روسی از لالایی‌ها و ترانه‌های کودکان محبوب ضبط کرده‌است. در آغاز سال ۲۰۱۰، او شروع به ضبط یک آلبوم موسیقی جاز با کمک جورج بنسون شد. او به عنوان مجری، یوروویژن ۲۰۰۹ مسکو را میزبانی کرد. چون او مسلط بر زبان فرانسوی بود به راحتی این کار را انجام داد و میزبانی خوب بود.

## جایزه‌ها
آلسو قبل از سن ۱۸ سالگی جایزه‌هایی افتخاری دریافت کرده‌است.
- جایزهٔ بهترین خواننده جمهوری تاتارستان را دریا فت کرده‌است.
- جایزهٔ بهترین شهروند شهر بوگولما را دریافت کرده‌است.
- جایزهٔ بهترین بازیگر زن روسیه و جایزه موسیقی جهان (World Music Awards) را در سال ۲۰۰۱ دریافت کرد.
- جایزه بهترین خوانندهٔ روسیه را از ام. تی وی اروپا (MTV Europe Music Awards)در سال ۲۰۰۱ دریافت کرد.
- بهترین رکورد فروش سال ۲۰۰۰ ودریافت جایزهٔ ملی برای آهنگ تو مال منی # ۱.

## آهنگ‌شناسی

### آلبوم‌ها
بیشتر آهنگ‌ها به زبان روسی منتشر شده به غیر از آن‌هایی که ذکر شده‌است
- اولین آلبوم او در روسیه، دوباره منتشر شده در سال ۲۰۰۱ با همین عنوان از جمله دو آهنگ جدید.
- اولین آلبوم به انگلیسی در سال ۲۰۰۰ منتشر شد.
- دوباره دوم انتشار اولین آلبوم شامل پنج آهنگ جدید در سال ۲۰۰۲ به نام من رؤیا داشتم منتشر شد.
- دومین آلبوم روسی به نام ۱۹ در سال ۲۰۰۳ منتشر شد.
- سومین آلبوم به نام مهم‌ترین چیز در سال ۲۰۰۸ منتشر شد.
- اولین آلبوم به زبان ترکی تاتاری به نام تلفن توگان Туган тел در سال ۲۰۰۸ منتشر شد.
- و اولین آلبوم برای کوکان به نام رؤیای پری‌ها در سال ۲۰۱۲ منتشر شد.[۸]

### آهنگ‌های انگلیسی
- آهنگ سولو که در مسابقه آواز یوروویژن ۲۰۰۰ اروپا منتشر شد و مقام دوم مسابقهٔ یوروویژن ۲۰۰۰ را کسب کرد.
- آهنگ تو مال منی که با همکاری انریکه ایگلسیاس خواننده آمریکایی در سال ۲۰۰۰ خوانده شد.
- آهنگ قبلاً عشقم بودی در سال ۲۰۰۱ که در جدول تک‌آهنگهای بریتانیا و ام تی وی انگلستان به اوج خود رسید.[۵]
- آهنگ او مرا دوست دارد در سال ۲۰۰۱ که در اروپا منتشر شد.
- آهنگ حق در خارج از وقت (۲۰۰۲) - تنها تبلیغی با مجلهگالا (نسخه روسی).
- آهنگ همیشه در ذهن من (۲۰۰۴) - که در اروپا لغو شد و فقط تنها از آهنگ الهام منتشر شد.
- آهنگ معجزه (۲۰۰۶) - که تنها آن را برای مهمانی عروسی خود خوانده بود.

### معرفی ویدئوها
- "Зимний сон" (رؤیای زمستانی) ۱۹۹۹
- "Весна" (بهار) ۱۹۹۹
- "Иногда" (یه وقت‌هایی) ۱۹۹۹
- "Solo (سولو) " ۲۰۰۰
- "تو مال منی" ۲۰۰۰
- "قبل از این که مرا دوست داشتی" ۲۰۰۰
- "او مرا دوست دارد" ۲۰۰۱
- "Осень" (پائیز) ۲۰۰۱
- "Всё равно" (مهم نیست) ۲۰۰۲
- "Летящая над облаками" (پرواز بر فراز ابرها) ۲۰۰۲
- "Вчера" (دیروز) ۲۰۰۲
- "Әткәй" (پدر) ۲۰۰۲
- "Мечты" (رؤیاها) ۲۰۰۳
- "Первый раз" (اولین بار) ۲۰۰۳
- "هر کسی" ۲۰۰۴
- "همیشه در ذهن منی" ۲۰۰۴
- "Небо" (آسمان) ۲۰۰۵
- "Самое главное" (چیز مهم) ۲۰۰۶
- "А у моей любви" (و عشق من) ۲۰۰۷
- "Сандугачым-гүзәлем" (بلبل زیبای من) ۲۰۰۸
- "Уфа юкәләре" (اوفا تیلیاس) ۲۰۰۸

### آثار دیگر
- 'زندگی با یک نماز را در ۲۰۰۳، با همکاری بون جووی در نسخه روسی آلبومش ثبت کرد؛ و آهنگ این حس را دارد را در ایستگاه‌های رادیویی روسیه منتشر کرد، اما بعد آن را لغو کرد.
- آهنگ انگلیسی بالای ماه چطوره در سال ۲۰۰۵، با همکاری استین، ریچی سامبورا و خوزه استون و لس پال تهیه شد و در آمریکا و در سراسر جهان منتشر شد.

## همچنین مشاهده کنید
- فهرست مجری‌های مسابقه آواز یوروویژن